# جون كونينغهام (سياسي)
جون كونينغهام هو سياسي كندي، ولد في 27 أبريل 1776 في هاليفاكس في كندا، وتوفي في 17 أكتوبر 1847. انتخب عضو مجلس نواب نوفا سكوتيا (1814 – 1818) وانتخب عضو مجلس نواب نوفا سكوتيا (1808 – 1811).